# Sân vận động bóng đá Hồng Khẩu
Sân vận động bóng đá Hồng Khẩu (giản thể: 虹口足球场; phồn thể: 虹口足球場; bính âm: Hóngkǒu Zúqiúchǎng) là một sân vận động bóng đá ở Thượng Hải, Trung Quốc. Nằm ở quận Hồng Khẩu, sân vận động có sức chứa tối đa là 33.060 người. Đây là sân vận động dành riêng cho bóng đá đầu tiên được xây dựng ở Trung Quốc. Sân vận động được xây dựng lại vào năm 1999, trên Sân vận động Hồng Khẩu 46 năm tuổi trước đó, một sân vận động thể thao sử dụng chung hiện được thay thế bởi Sân vận động Thượng Hải. Sân tiếp giáp với Công viên Lỗ Tấn.

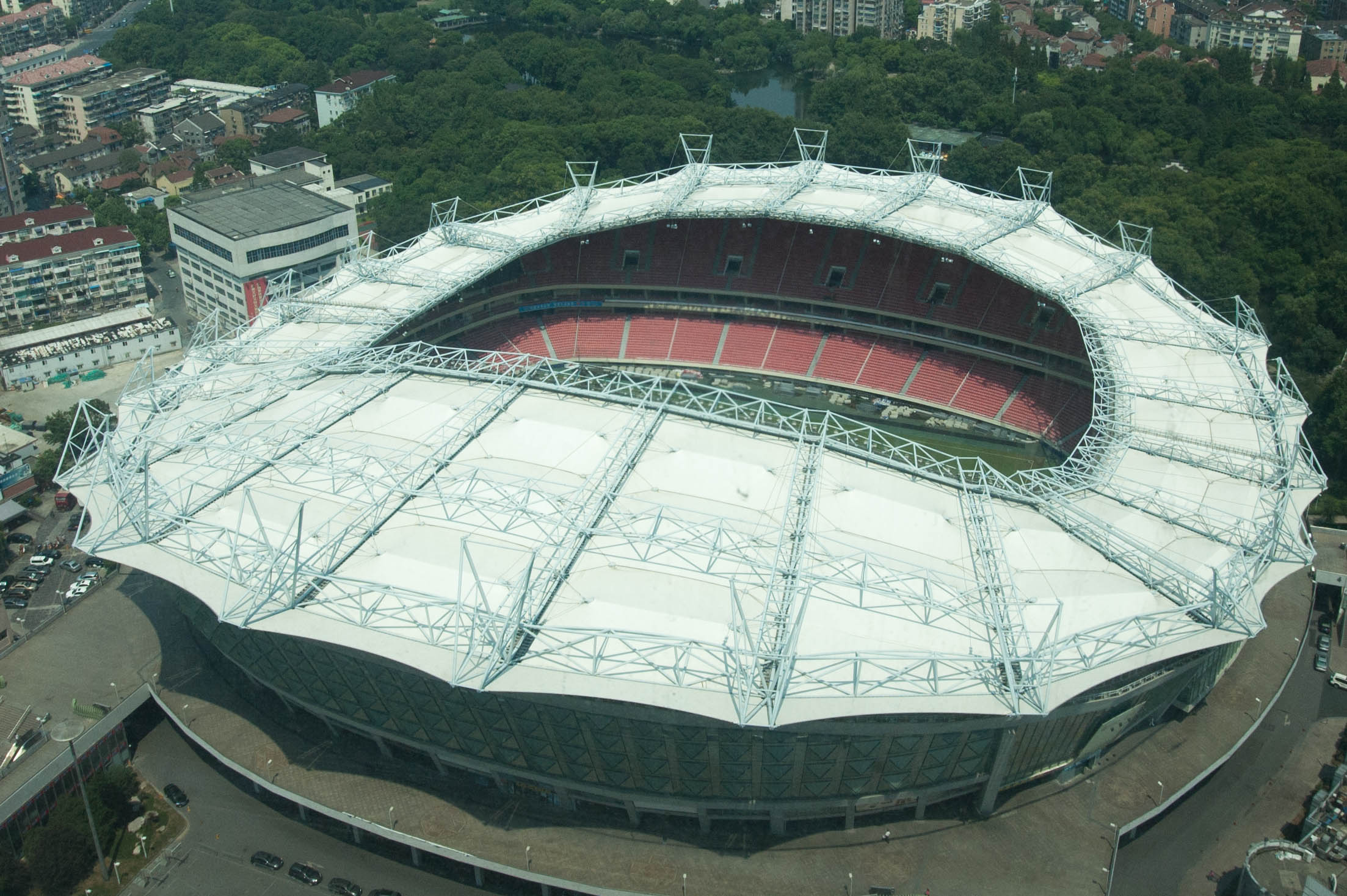
Sân vận động bóng đá Hồng Khẩu

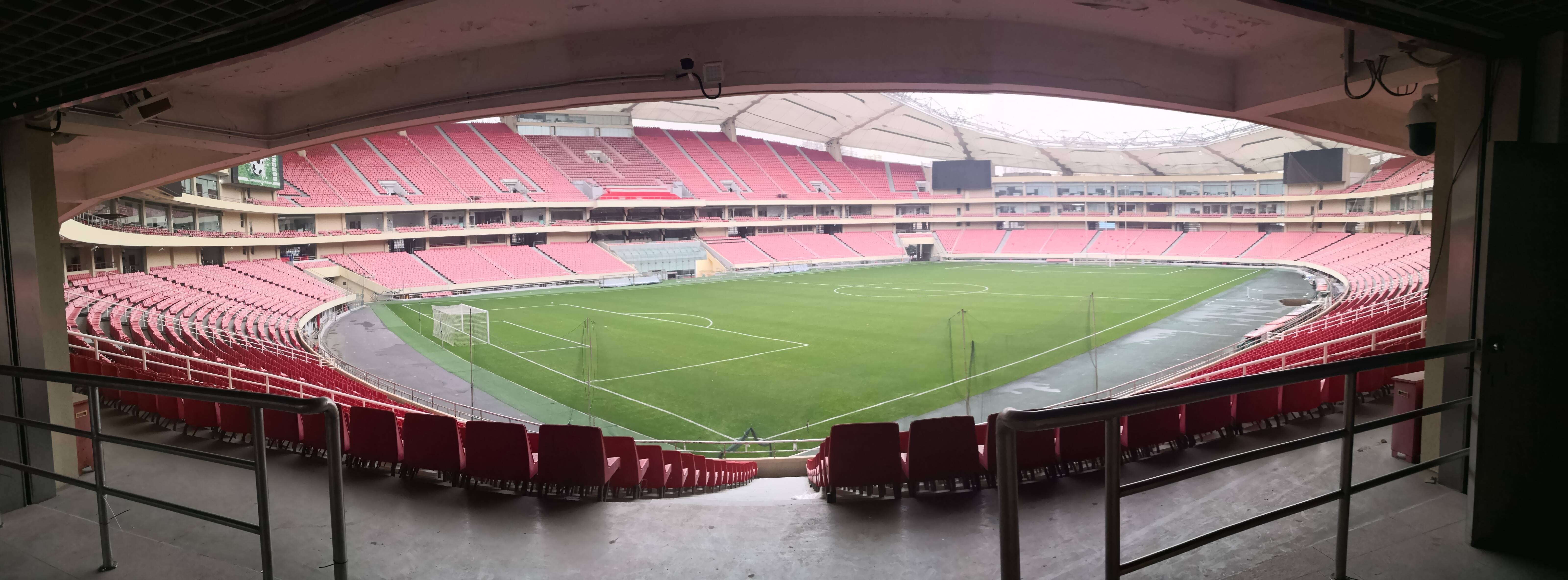
Toàn cảnh Sân vận động bóng đá Hồng Khẩu

## Lịch sử
Sân vận động có 3 sân bóng quần bên trong và một bức tường leo núi, được xây dựng lại vào đầu năm 2009. Sân vận động này hiện được sử dụng chủ yếu cho các trận đấu bóng đá và là sân nhà của đội bóng địa phương Câu lạc bộ bóng đá Thượng Hải Lục Địa Thân Hoa. Nơi đây cũng đã tổ chức trận chung kết của Giải vô địch bóng đá nữ thế giới 2007. Sân vận động này cũng là sân nhà của Shanghai Guotai Jun'an Yongbo Women's F.C., một đội bóng đá nữ địa phương, vào mùa giải 2016.
Năm 2013, Sân vận động bóng đá Hồng Khẩu là nơi tổ chức Giải đấu thể thao điện tử quốc gia (NEST).

## Buổi hòa nhạc
- Mariah Carey: 15 & 16 tháng 11 năm 2003 – Charmbracelet World Tour
- Whitney Houston：22 tháng 7 năm 2004
- Backstreet Boys: 26 tháng 9 năm 2004
- Linkin Park: 18 tháng 11 năm 2007 – Minutes to Midnight World Tour, khán giả: 25.000
- Kylie Minogue: 29 tháng 11 năm 2008 – KylieX2008
- Mariah Carey: 19 tháng 10 năm 2014 – The Elusive Chanteuse Show
- Linkin Park: 22 tháng 7 năm 2015 – The Hunting Party Tour
- Ngũ Nguyệt Thiên: 2–8 tháng 12 năm 2017 - Life Tour
- Ultra China: 19–20 tháng 6 năm 2018
- Tiết Chi Khiêm: 6–7 tháng 10 năm 2018 – Skyscraper World Tour